# Tokelau

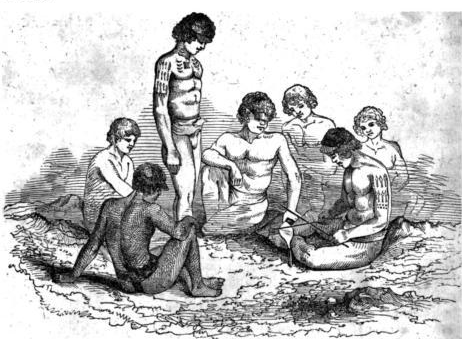
Atolbewoners op Fakaofo, gravure uit 1841 op basis van een tekening van Alfred Thomas Agate voor de United States Exploring Expedition

Tokelau is een overzees gebiedsdeel van Nieuw-Zeeland. De eilandengroep ligt in het zuiden van de Stille Oceaan en bestaat uit drie atollen, Fakaofo, Atafu en Nukunonu, met een gezamenlijke oppervlakte van 10 km² en in totaal 1411 inwoners (2011). De eilanden liggen ten noorden van de Samoa-eilanden (Samoa en Amerikaans-Samoa), ten oosten van Tuvalu, ten zuiden van de Phoenixeilanden, die tot Kiribati behoren, en ten noordwesten van de Cookeilanden.
Net zoals alle omliggende gebieden wordt Tokelau tot Polynesië gerekend.

## Geschiedenis
Volgens archeologisch onderzoek werd Tokelau oorspronkelijk bewoond rond het jaar 1000 door Polynesiërs die van de omliggende eilanden kwamen. De eilanders geloofden in de Polynesische mythologie, met hun lokale god Tui Tokelau, en ze ontwikkelden muziek en kunst. De drie atollen functioneerden grotendeels onafhankelijk van elkaar, maar ze behielden sociaal contact en de taal veranderde gelijkmatig. De vroeg-Tokelause samenleving werd bestuurd door clans. Er waren zowel occasionele gevechten en oorlogen als trouwpartijen tussen de atollen. Het zuidoostelijke atol Fakaofo werd vaak bezien als het 'hoofdeiland', dat Atafu en Nukunonu domineerde. Om te overleven bedienden de eilanders zich vooral van vis en kokosnoten, aangezien de grond niet vruchtbaar genoeg is voor bananen of taro.

### Contact met het Westen
De Britse commodore John Byron ontdekte Atafu op 24 juni 1765, en noemde het Duke of York's Island. Verkenners die op het eiland waren geweest, meldden geen teken van huidige of vroegere bewoning. Kapitein Edward Edwards, die van de partij was geweest bij Byrons ontdekking, bezocht Atafu op 6 juni 1791, toen hij op zoek was naar de muiters van de Bounty. Toen waren er geen permanente bewoners, maar in de huizen op het eiland vonden ze kano's en visgerei, wat erop kon wijzen dat het eiland gebruikt werd als tijdelijke verblijfplaats voor vissers. Op 12 juni zette Edwards koers naar het zuiden en ontdekte Nukunonu. Hij gaf het de naam Duke of Clarence's Island. Een groep verkenners kon geen contact maken met de eilanders, maar ze zagen wel morais (begraafplaatsen) en enkele kano's die rondzeilden.
Op 19 oktober 1825 schreef August R. Strong van de USN Dolphin toen hij aankwam op Nukunonu: "Na enig onderzoek konden we zien dat ze alle vrouwen en kinderen hadden weggehaald uit de nederzetting, die vrij klein was, en ze in kano's hadden gestoken die aan een rots lagen in de lagune. Ze kwamen vaak in de buurt van de kust, maar wanneer we te dicht kwamen, stormden ze met veel lawaai onze richting uit." (The Journal of the South Pacific 110 (3), pp. 296).
Op 14 februari 1835 ontdekte kapitein Smith van de Amerikaanse walvisvaarder General Jackson de atol Fakaofo, en gaf het de naam D'Wolf's Island. Op 25 januari 1841 ontdekte een eveneens Amerikaanse verkenningsexpeditie een kleine populatie bij het bezoeken van Atafu. De nederzetting leek tijdelijk te zijn, omdat er geen stamhoofd was en omdat de eilanders in het bezit waren van dubbele kano's, die gebruikt werden voor het verkeer tussen eilanden. De bewoners wilden aan ruilhandel doen. Ze waren in het bezit van blauwe kralen en ijzer, wat erop duidt dat ze in contact waren geweest met andere culturen. De expeditie bereikte Nukunonu op 28 januari 1841, maar er werd geen informatie over de eilanders genoteerd. Op 29 januari ontdekten ze Fakaofo en noemden het Bowditch Island. De eilanders waren qua uiterlijk gelijkaardig aan die op Atafu.
Missionarissen predikten het christendom in Tokelau van 1845 tot 1860. Franse katholieke missionarissen uit Wallis (in het huidige Wallis en Futuna) en missionarissen van het protestantse Londens Zendingsgenootschap (London Missionary Society) uit Samoa gebruikten inheemse leraars voor de vertaling van het Tokelaus. Atafu werd bekeerd tot het protestantisme, Nukunonu tot het katholicisme en Fakoafo door beide.
In 1863 namen Peruviaanse slavenhandelaars zowat alle mannen die konden werken (253) mee als arbeiders. Veel van hen stierven aan dysenterie en de pokken, en slechts enkelen kwamen terug naar Tokelau. Na dit verlies werden de Raden der Ouderen (Taupulega) ingesteld als leidende politieke organen. Gedurende de periode na de slavenhandelaars kwamen er veel immigranten aan op Tokelau, die de atollen ietwat herbevolkten.

### Moderne geschiedenis
Tussen 1856 en 1979 claimden de Verenigde Staten voogdij over Tokelau; in 1979 werd de voogdij officieel aan Nieuw-Zeeland toevertrouwd, hetgeen werd gestipuleerd in het Verdrag van Tokehega, dat de maritieme grens vastlegde tussen Tokelau en Amerikaans-Samoa. De eilanden werden een Brits protectoraat in 1889 en later overgedragen aan Nieuw-Zeeland in 1926.
Van 11 tot 16 februari 2006 werd er een referendum gehouden onder de 600 kiesgerechtigden om zelfbestuur of vrije associatie (zoals de Cookeilanden en Niue) te verkrijgen en te formaliseren. Van de 581 stemmen waren er 349 voor onafhankelijkheid, de vereiste tweederdemeerderheid werd op 35 stemmen na niet gehaald. In oktober 2007 volgde opnieuw een referendum en ditmaal waren er slechts 16 stemmen (3%) te weinig voor een tweederdemeerderheid.

## Geografie en bestuurlijke indeling

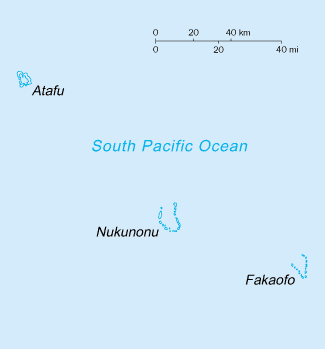
Kaart van Tokelau

Tokelau bestaat bestuurlijk en geografisch uit drie atollen, die elk uit enkele tientallen kleine koraaleilanden of motu bestaan en op het nationale niveau vertegenwoordigd worden door een faipule (die daar minister en gedurende een jaar van zijn driejarige ambtstermijn ook premier is) en een portefeuilleloze pulenuku of burgemeester.
| Atol     | Bestuurlijk centrum | Inwoners (2011) | Oppervlakte |
| -------- | ------------------- | --------------- | ----------- |
| Atafu    | Atafu               | 482             | 2,5 km²     |
| Fakaofo  | Fale                | 490             | 3 km²       |
| Nukunonu | Nukunonu Village    | 397             | 4,7 km²     |
| Totaal   | (geen)              | 1411*           | 10 km²      |

* Dit cijfer omvat tevens 42 Tokelauers die in de Samoaanse hoofdstad Apia voor Tokelause overheidsdiensten werken.

### Klimaat
Op Tokelau heerst er een tropisch klimaat, dat door de passaatwinden van april tot november gematigd is. De gemiddelde temperatuur over het hele jaar is 28° C. Regen valt er op onregelmatige basis, maar als het regent kan er wel tot 80 mm per dag vallen. Tokelau ligt ten noorden van de orkanengordel, maar in de maanden november en maart kan een uitloper van een orkaan altijd de eilanden raken. Sinds 1846 zijn er echter slechts drie vastgelegde orkanen over de eilanden gegaan: in 1990 Ofa, in 1991 Val en in 2005 Percy. Verwacht wordt dat door de opwarming van de Aarde er steeds meer orkanen Tokelau zullen treffen.
Orkanen zijn op deze eilanden extra gevaarlijk omdat de eilanden vaak slechts enkele meters boven het zeeniveau liggen.

## Economie
Tokelau heeft volgens de CIA de kleinste economie ter wereld. De Tokelauer heeft een gemiddelde koopkracht van 674 euro. De eilanden zijn zo goed als volledig afhankelijk van subsidies uit Nieuw-Zeeland en hun jaarlijkse export bedraagt 67.000 euro, voornamelijk bestaande uit postzegels, kopra en handwerk. Meer dan 200.000 euro aan voeding, bouwmaterialen en brandstof moet echter worden geïmporteerd.
Lokale kleinschalige ondernemingen produceren voornamelijk houtwerk, vlechtwerk, postzegels en munten. De lokale landbouw legt zich voornamelijk toe op kokosnoten, kopra, papaja's, bananen, vissen, varkens, pluimvee en geiten.
Een groot aantal eilanders woont in Nieuw-Zeeland, en steunt de achtergebleven familie op de eilanden financieel door stortingen.

### Internetdomein
De Nederlandse internetondernemer Joost Zuurbier maakte van Tokelau een grootmacht op het internet. Zuurbier gebruikt namelijk het topleveldomein van Tokelau, .tk, om gratis domeinnamen voor websites weg te geven. En dat levert hem jaarlijks een miljoenenomzet op.
Het .tk-avontuur van Zuurbier begon toen hij de rechten van het topleveldomein kocht van Tokelau. Zijn bedrijf zou tien procent van de opbrengst afstaan aan het Nieuw-Zeelandse territorium. In 2007 was tien procent van het bnp van Tokelau afkomstig uit de deal met Zuurbier, volgens deze laatste zelf, een cijfer dat door het toenmalige hoofd van de lokale telecomprovider Teletok werd betwist. Zuurbier leverde het eiland wel satellietverbindingen zodat snellere internettoegang op de atollen van Tokelau mogelijk werd.
Maar het bedrijf zelf floreerde wel. Volgens een analyse uit 2016 van domeinnaamregistratie, uitgevoerd door de .uk-registrar Nominet met behulp van gegevens van ZookNIC,[80] zijn tk-domeinen 's werelds grootste landcodedomein ... bijna net zo groot als de tweede en derde plaats China (.cn) en Duitsland (.de) samen".
De gratis domeinregistraties zoals op de markt gebracht door het Freenom bedrijf van Zuurbier, leiden evenwel tot problemen en reputatieschade voor Tokelau, nog los van de onvoldoende, haperende en gestopte vergoedingen voor het gebruik van de domeinnaam.  Uiteindelijk werden verdere domeinregistraties vanaf januari 2023 geblokkeerd, en probeert Tokelau sindsdien het beheer over het .tk domein terug onder eigen controle te krijgen.

### Energie
Tokelau is het eerste land dat volledig overstapt op zonne-energie. Tot 2012 verstookten de generatoren op het eiland 73.000 liter fossiele brandstof, wat door de afgelegen ligging van Tokelau een enorme kostenpost was. In 2012 is een Nieuw-Zeelands bedrijf gestart met de installatie van een zonne-energiesysteem met een totaal vermogen van 1 megawatt. In totaal bevat de installatie 4032 zonnepanelen, 298 omvormers, 121 Sunny Island Chargers van SMA en 1344 accu's.
Vanaf 2019 hadden de toegenomen vraag en de degradatie van batterijen geleid tot een grotere behoefte aan back-upstroom. Er werden plannen gemaakt voor een extra PV-capaciteit van 210 kW en een lithium-ionbatterijcapaciteit van bijna 2 MWh.

## Demografie en godsdienst
Tokelau had in juli 2008 een gezamenlijke bevolking van 1433 inwoners. Dit cijfer ligt lager dan in 2007; er is sprake van een afname van 0,9% per jaar. De oorzaken van deze daling zijn onder meer de beperkte natuurlijke hulpbronnen en de overbevolking op de weinige eilanden die bewoond zijn.
De belangrijkste etnische groep zijn Polynesiërs, die er zowel Tokelaus als Engels spreken.
Op de atollen Atafu en Fakaofo zijn er iets meer vrouwen dan mannen, maar op Nukunonu zijn de mannen met 57% in de meerderheid. Slechts 9% van de inwoners ouder dan 40 jaar is niet getrouwd, en een kwart van alle inwoners is niet op de eilanden geboren. Ondanks het lage inkomen kent Tokelau een levensverwachting van 69 jaar, wat vergelijkbaar is met die van delen van Europa en dus vrij hoog.
Op Atafu zijn bijna alle inwoners aanhanger van het congregationalisme, op Nukunonu rooms-katholiek, en op Fakaofo komt men beide tegen, al is de meerderheid ook daar lid van het congregationalisme. Globaal is de verhouding als volgt: congregationalisme 62%, rooms-katholicisme 34%, overige 5%.

## Onderwijs
Onderwijs op Tokelau is gratis voor alle kinderen tussen 5 en 18 jaar. Elk atol heeft zijn eigen lagere en middelbare school. Het onderwijssysteem is gelijk aan dat van Nieuw-Zeeland. In het elfde jaar van de schoolloopbaan moeten de leerlingen een nationaal examen afleggen om te bepalen welke leerlingen een twaalfde jaar mogen doen met een Tokelause studiebeurs. De succesvolle studenten mogen beginnen aan een twaalfde en dertiende jaar in Samoa.
De scholen vallen onder de administratie van Raad der Ouderen.
De scholen zijn per atol de volgende:
| School          | Atol     | Directeur   |
| --------------- | -------- | ----------- |
| Matauala School | Atafu    | John Kalolo |
| Tialeniu School | Fakaofo  | Livi Mativa |
| Matiti School   | Nukunonu | Hefo Vulu   |

## Vervoer
Tokelau is vanuit het buitenland uitsluitend bereikbaar per boot vanuit de Samoaanse hoofdstad Apia, die enkele honderden kilometers ten zuiden van de Tokelau-atollen ligt en waar een internationale luchthaven is die rechtstreeks verbonden is met Australië (Brisbane en Sydney), Fiji (Nadi), Nieuw-Zeeland (Auckland) en de Verenigde Staten (Honolulu). De MV Tokelau en enkele andere schepen verzorgen circa tweemaal per maand de verbinding; de data staan vermeld op de website van de Tokelause regering. Deze boten vervoeren zowel vracht als passagiers. Na circa 27 uur bereikt men het zuidelijkste atol Fakaofo, vervolgens is het nog drie uur tot Nukunonu, en nog eens zes vaaruren later arriveert men op Atafu. De hele rondvaart duurt zeven tot negen dagen; een retourticket voor de trip kost ongeveer 260 euro. Aangezien de drie atollen telkens alle drie na elkaar worden aangedaan is deze route eveneens de enige verbinding tussen de atollen onderling. Het schip zelf blijft enkele tientallen meters voor de kust liggen, waar de passagiers in sloepen moeten overstappen die hen via een uitgehakte toegang in het koraal naar het eiland brengen.
De Tokelause regering klaagde al jaren over de erbarmelijke staat waarin de MV Tokelau verkeerde. Om financiële redenen hebben de Nieuw-Zeelandse autoriteiten altijd weigerachtig gestaan tegenover de aankoop of het leasen van een recenter schip. Sinds 2016 is met de MV Mataliki dan toch een nieuwe veerboot in dienst genomen, en sinds 2018 ook een vrachtschip, de MV Kalapaga.
Ook van een luchthaven is al langer sprake. Het Tokelaus parlement heeft kenbaar gemaakt het idee van een luchtverbinding tussen Apia en Tokelau te ondersteunen, maar er moet nog een grondig onderzoek komen naar de haalbaarheid van de constructie van een luchthaven, al dan niet enkel voor watervliegtuigen.